# Salomon Müller
Salomon Müller (1804 - 1864) va ser un naturalista  alemany. Müller era el fill d'un talabarder de Heidelberg (Alemanya). El 1823 Müller, juntament amb Heinrich Boie i Heinrich Christian Macklot, van ser enviats per Coenraad Jacob Temminck per col·leccionar espècimens a les Índies Orientals. Müller va visitar Indonèsia el 1826, Nova Guinea i l'illa de Timor el 1828, Java el 1831 i Sumatra entre el 1833 i el 1835.